# Sarvesgaisenjaure
Sarvesgaisenjaure är en sjö i Krokoms kommun i Jämtland och ingår i Indalsälvens huvudavrinningsområde. Sjön har en area på 0,0877 kvadratkilometer och ligger 767,7 meter över havet.

## Delavrinningsområde
Sarvesgaisenjaure ingår i det delavrinningsområde (710605-138993) som SMHI kallar för Utloppet av Sarvesgaisenjaure. Medelhöjden är 883 meter över havet och ytan är 6,99 kvadratkilometer. Räknas de 16 avrinningsområdena uppströms in blir den ackumulerade arean 55,9 kvadratkilometer. Lockringsån (Grubbdalsån) som avvattnar avrinningsområdet har biflödesordning 3, vilket innebär att vattnet flödar genom totalt 3 vattendrag innan det når havet efter 331 kilometer. Avrinningsområdet består mestadels av kalfjäll (98 procent). Avrinningsområdet har 0,16 kvadratkilometer vattenytor vilket ger det en sjöprocent på 2,3 procent.